# Sóc Trăng (provincie)
Soc Trang (Sóc Trăng) is een provincie van Vietnam. De provincie ligt in de Mekong-delta.

## Districten
De provincie is onderverdeeld in de volgende acht districten:
- Kế Sách
- Long Phú
- Cù Lao Dung
- Mỹ Tú
- Mỹ Xuyên
- Thạnh Trị
- Vĩnh Châu
- Ngã Năm

## Afbeeldingen

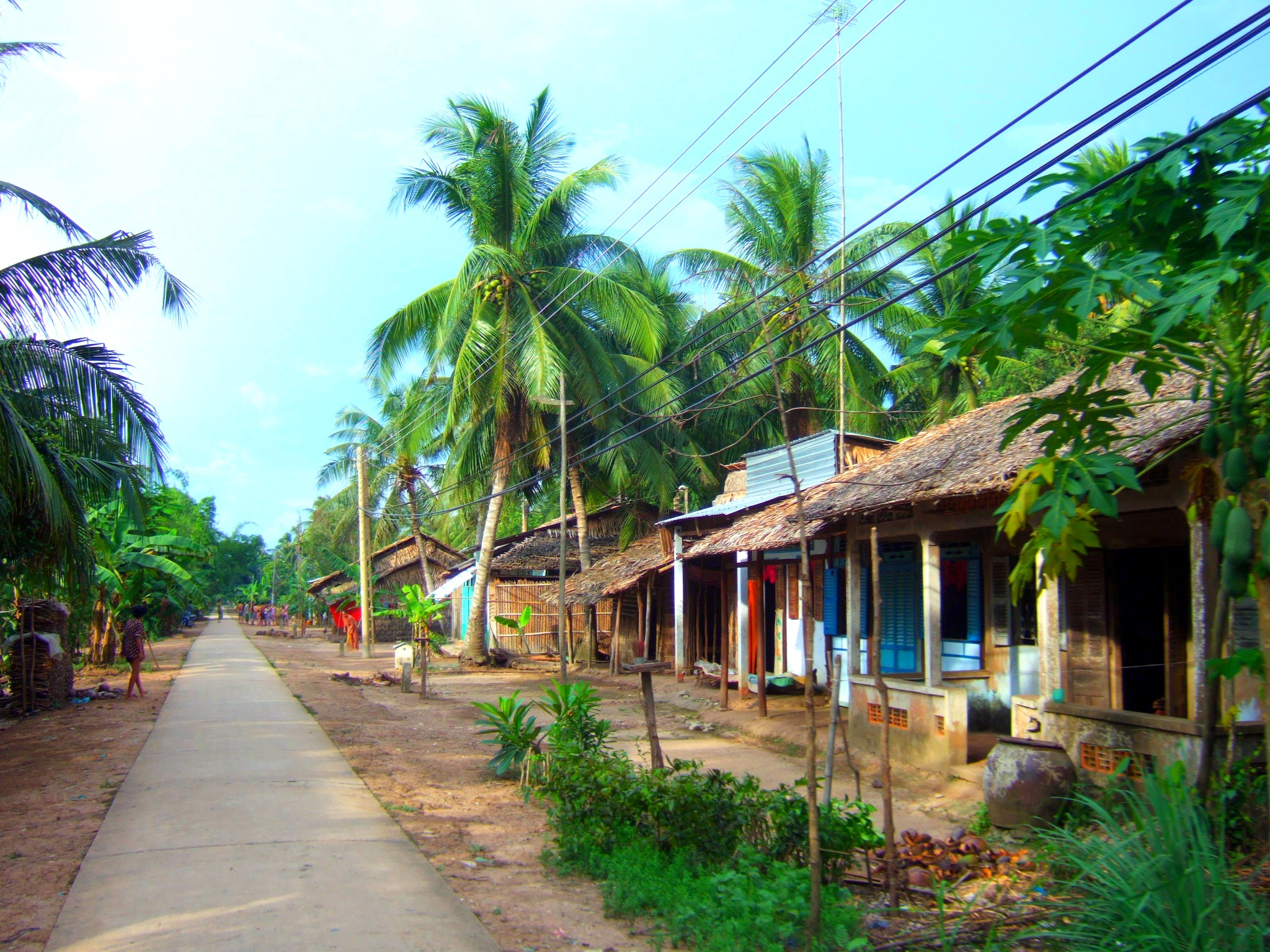